# Stryszek
Stryszek – niestandaryzowana kolonia wsi Brzoza w Polsce, w województwie kujawsko-pomorskim, w powiecie bydgoskim, gminie Nowa Wieś Wielka.
W latach 1975–1998 Stryszek należał do województwa bydgoskiego.

## Położenie
Stryszek położony jest na północno-zachodnim krańcu gminy Nowa Wieś Wielka, w pobliżu przecięcia dróg krajowych: nr 10 Bydgoszcz-Toruń i nr 25 Bydgoszcz-Inowrocław. Miejscowość otacza Puszcza Bydgoska. Pod względem fizycznogeograficznym leży w obrębie Pradoliny Toruńsko-Eberswaldzkiej w mezoregionie Kotlina Toruńska.

## Charakterystyka
Stryszek to dawna karczma, potem wieś i leśniczówka, od końca XIX wieku w składzie wsi i sołectwa Brzoza. Stanowi skupisko kilku domów położone wzdłuż drogi łączącej Brzozę z Bydgoszczą. W 2008 roku w pobliżu miejscowości ukończono budowę wielopoziomowego węzła drogowego dróg ekspresowych S5 / S10, który początkowo nazwano „Stryszek”, później „Bydgoszcz Południe”. Obrzeżem miejscowości przebiega linia kolejowa nr 131 Bydgoszcz-Inowrocław.

## Historia
Stryszek jest miejscowością o XVII-wiecznych tradycjach osadniczych. W okresie przedrozbiorowym wraz z kompleksem Puszczy Bydgoskiej wchodził w skład domeny monarszej należącej do starostwa bydgoskiego. Około 1700 r. na polanie leśnej przy drodze wiodącej z Bydgoszczy do Nowej Wsi powstała karczma zamkowa, zwana gościńcem. W lustracji starostwa bydgoskiego z 1712 roku, która dokumentowała stan zniszczeń po III wojnie północnej wspomniano, że „gościniec Stryszek nazwany, pustkami bez gospodarza stoi”. Przed 1717 r. gościniec został spalony. Z inwentarzu starostwa i wójtostwa bydgoskiego z 1753 r. wynika, że w Stryszku została na nowo zbudowana karczma wraz z dwoma domami, w których mieszkali Antoni Buszkiewicz i Kazimierz Sczesny z rodzinami. Podatki należne wójtowi (czynsz, pogłówne, dziesięcina, gajowe) wynosiły ponad 70 złotych polskich rocznie. W 1767 r. gospodarze otrzymali nowe kontrakty czynszowe z rąk wójta bydgoskiego. We wsi uprawiano 30 morgów „roli piaszczystej”.
Gdy po I rozbiorze Polski osada znalazła się w Królestwie Prus, została wcielona przez pruski rząd do domeny Bydgoszcz. Odnotowano ją na mapie topograficznej Friedricha von Schröttera (1798-1802). Spis miejscowości rejencji bydgoskiej z 1833 r. podaje, że w osadzie Strzyske mieszkało 42 osób (28 ewangelików, 14 katolików) w 4 domach. Według opisu Jana Nepomucena Bobrowicza z 1846 r. Stryszek (Strzyszki) należała do rządowej domeny bydgoskiej. Kolejny spis z 1860 r. podaje, że w Stryszku mieszkało 53 osób (33 ewangelików, 20 katolików) w 6 domach. Najbliższa szkoła elementarna znajdowała się w Przyłękach. Miejscowość należała do parafii katolickiej i ewangelickiej w Bydgoszczy.
Według mapy z 1854 roku zabudowa osady istniała w sąsiedztwie traktu łączącego Bydgoszcz z Brzozą. W 1872 r. przez Stryszek poprowadzono linię kolejową łączącą Inowrocław z Bydgoszczą. Słownik geograficzny Królestwa Polskiego dla roku 1884 podaje, że Stryszek (Strzyżki) był wsią i leśniczówką w powiecie bydgoskim. Mieszkało tu 93 osób (70 ewangelików, 23 katolików) w 11 domach. Areał wsi wynosił 61 ha, z tego 20 ha ziemi uprawnej i 12 ha łąk. Najbliższa poczta i stacja kolejowa znajdowała się w Chmielnikach. Leśniczówka Stryszek wchodziła w skład Nadleśnictwa Glinki.
W II połowie XIX wieku osadę włączono w skład gromady wiejskiej Brzoza, co zachowano  również po 1920 roku. Dalsze dzieje Stryszka związane były głównie z dziejami sołectwa Brzoza.
W okresie międzywojennym miejscowość znalazła się w obrębie powiatu bydgoskiego. Od marca 1945 r. osada i leśnictwo Stryszek wchodziły w skład gromady Białebłota w gminie Bydgoszcz-wieś. Podczas reformy administracyjnej z 25 września 1954 r. Stryszek włączono do nowo utworzonej gromady Brzoza. W 1962 r. gromadę Brzoza zniesiono i przyłączono do gromady Nowa Wieś Wielka, z wyjątkiem miejscowości Prądki i Przyłęki, które znalazły się w gromadzie Białebłota. 1 stycznia 1973 r. z gromady Nowawieś Wielka wykształciła się gmina Nowa Wieś Wielka. W skład tej gminy wchodzi również sołectwo Brzoza ze Stryszkiem.